# Tofte
Tofte je vesnice v Norsku, ležící ve správní oblasti Hurum (jižní Norsko). Žije zde 3083 obyvatel (rok 2007). Poblíž vesnice je umístěna první osmotická elektrárna na světě, patřící společnosti Statkraft.